# Wetonka
Wetonka is een plaats (town) in de Amerikaanse staat South Dakota, en valt bestuurlijk gezien onder McPherson County.

## Demografie
Bij de volkstelling in 2000 werd het aantal inwoners vastgesteld op 12.
In 2006 is het aantal inwoners door het United States Census Bureau geschat op 11, een daling van 1 (-8,3%).

## Geografie
Volgens het United States Census Bureau beslaat de plaats een oppervlakte van
0,6 km², geheel bestaande uit land.

## Plaatsen in de nabije omgeving
De onderstaande figuur toont nabijgelegen plaatsen in een straal van 32 km rond Wetonka.